# 314 TCN
314 TCN là một năm trong lịch La Mã.